# Ghost of Tsushima
Ghost of Tsushima je akční adventura z roku 2020, kterou vyvinulo studio Sucker Punch Productions a vydala společnost Sony Interactive Entertainment. 

## Hratelnost
Ve hře je několik herních rozhodnutí, Jin se může řídit kodexem válečníka a bojovat čestně, nebo může použít praktické, ale nečestné metody k odražení Mongolů. Hra obsahuje rozsáhlý otevřený svět, který lze prozkoumávat buď pěšky, nebo na koni. Při střetu s nepřáteli si hráč může vybrat, zda se pustí do přímé konfrontace pomocí katany, nebo zda využije taktiku utajení a protivníky zavraždí.

## Synopse
Hráč ovládá samuraje Jina Sakaie, který má za úkol ochránit ostrov Cušima během první mongolské invaze do Japonska. 

## Vývoj
Studio Sucker Punch Productions začalo hru vyvíjet po vydání Infamous First Light z roku 2014, protože se chtělo posunout od série Infamous a vytvořit hru s velkým důrazem na boj zblízka. Studio spolupracovalo s Japan Studio a dvakrát navštívilo ostrov Cušima, aby zajistilo co největší kulturní a historickou autenticitu hry.
Tým se silně inspiroval samurajskou kinematografií, zejména filmy režiséra Akiry Kurosawy. Krajina a minimalistický výtvarný styl hry byly ovlivněny hrou Shadow of the Colossus. Přestože je herní krajina tvarem podobná ostrovu Cušima, tým neměl v úmyslu vytvořit její napodobeninu jedna ku jedné.
Soundtrack ke hře složili Ilan Eshkeri a Shigeru Umebayashi.

## Vydání
Hra vyšla v červenci 2020 pro PlayStation 4 a v srpnu 2021 i rozšířená verze pro PlayStation 5 s podtitulem Director's Cut a rozšířením Iki Island. Verze Director's Cut pro Windows, kterou vyvinula společnost Nixxes Software, byla vydána v květnu 2024.

## Ohlasy
Hra získala pozitivní recenze od kritiků, kteří chválili boj zblízka, příběh, postavy, herecké výkony a hudbu, ačkoli se jí dostalo kritiky za implementaci stealth hraní a strukturu otevřeného světa. V září 2024 se jí prodalo přes 13 milionů kusů. Na konci roku byla nominována na několik ocenění, včetně hry roku na The Game Awards 2020 a 24. ročníku D.I.C.E. Awards.
Na rok 2025 je naplánováno vydání pokračování s názvem Ghost of Yōtei a připravuje se i film.